# Reyer Venezia 1979-1980
Questa voce raccoglie le informazioni riguardanti la Reyer Venezia Mestre nelle competizioni ufficiali della stagione 1979-1980.

## Stagione
La Canon Reyer Venezia disputò il campionato di A2 sfiorando la promozione per 2 punti. Arrivando al quinto posto rimase in serie A2 per un altro anno.

## Roster
- Fabrizio Della Fiori[1]
- Lloyd Scott
- Luigi Serafini[2]
- Lorenzo Carraro[2]
- Michele Marella[2]
- Luca Silvestrin[2]
- Giovanni Grattoni[2]
- Aldo Seebold
- Joe De Santis
- Elvio Pieric
- Fabio Reghelini[3]
- Enzo Bigot[2]
- Allenatore:  Giuseppe Guerrieri[2]
- Vice allenatore:  Waldi Medeot[1]